# Alslev Å
Alslev Å er en sideå til Varde Å, som den løber ud i fra syd, cirka 5 km vest for Varde, og ca. 10 km fra Ho Bugt; I området omkring udløbet i Varde Å er den påvirket af tidevandet fra bugten.
Åen der er omkring 15 km lang, har sit udspring i flere småbække i området mellem Vester Nebel og Årre, cirka 10 km sydøst for Varde. Et par kilometer øst for Alslev ligger den tidligere Alslev Vandmølle, hvor der er nu er dambrug.
Alslev Å's nedre del indgår sammen det store hedeareal Varde Sønderhede, som støder ned til ådalen, i Natura 2000planlægningnens område Vadehavet og er et EU-habitatområde. I 1977 blev ca. 113 ha af ådalen fredet. 
Alslev å løber i Varde Kommune og Esbjerg Kommune
Fra en rasteplads på Hovedvej 12 (Forum Hovedvej) løber en 5 km lang natursti, kaldet "Alslev A Stien", ud i Aslev Ådal langs åen mod Alslev Vandmølle.